# Ormosia nimbipennis
Ormosia nimbipennis är en tvåvingeart som beskrevs av Alexander 1917. Ormosia nimbipennis ingår i släktet Ormosia och familjen småharkrankar. Inga underarter finns listade i Catalogue of Life.